# Sancho Gracia

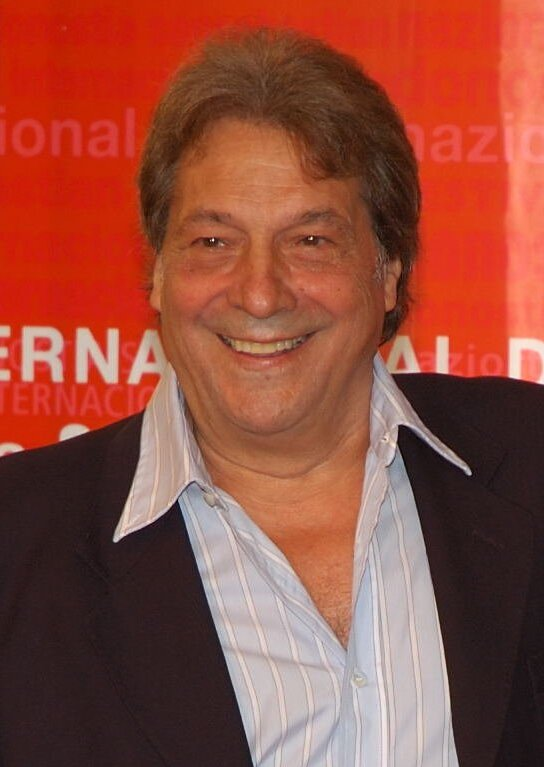
Sancho Gracia (2005)

Félix Ángel Sancho Gracia (* 27. September 1936 in Madrid; † 8. August 2012 ebenda) war ein spanischer Schauspieler.

## Leben
Gracia, dessen Familie wegen des Spanischen Bürgerkrieges nach Uruguay ausgewandert war, kehrte 1962 in sein Geburtsland zurück, wo er oftmals als Darsteller in spanischen Abenteuerfilmen und Italowestern eingesetzt wurde. Auch spielte er die Hauptrolle in der spanischen Fernsehserie Curro Jimenez, der andalusische Rebell (1976–1978). Daneben wurde er für internationale Produktionen engagiert.
2003 war Gracia für den Goya Award nominiert.
Sein Sohn Rodolfo Sancho ist ebenfalls Schauspieler.

## Filmografie (Auswahl)
- 1963: Ein fast anständiges Mädchen (Una chica casi formal)
- 1964: Zorros grausamer Schwur (El Zorro cabalga otra vez)
- 1965: Pistoleros (All’ombra di una colt)
- 1965: Lo sceriffo che non spara
- 1966: Operation Poker (Operazione poker)
- 1966: Lanky Fellow – Der einsame Rächer (Per il gusto di uccidere)
- 1967: Töte, Django (Se sei vivo spara)
- 1967: Das Haus der tausend Freuden (La casa de las mil muñecas)
- 1968: Hölle der Gesetzlosen (Run Like a Thief)
- 1968: Requiem für Django (Réquiem para el gringo)
- 1969: Die Rache der glorreichen Sieben (Guns of the Magnificent Seven)
- 1969: Simon Bolivar (Simón Bolívar)
- 1971: Die Herausforderung (Rain for a Dusty Summer)
- 1972: Antonius und Cleopatra (Antony and Cleopatra)
- 1972: Ruf der Wildnis (The Call of the Wild)
- 1973–1974: Fernfahrer – Abenteuer auf Spaniens Straßen (Los camioneros) (Fernsehserie)
- 1974: Dick Turpin
- 1976–1978: Curro Jimenez, der andalusische Rebell (El Curro Jiménez) (Fernsehserie)
- 1982: Die schwarze Maske (La máscara negra) (Fernsehserie)
- 1983: Die Schrecken des Krieges (Los desastres de la guerra, Miniserie, 6 Folgen)
- 1987: Frankensteins Tante (Teta Fernsehserie, 2 Folgen)
- 1991: Geheimnis des schwarzen Dschungels (I misteri della giungla nera, Miniserie, 3 Folgen)
- 1997: Martín (Hache)
- 1998: Der Blick des Anderen (La mirada del otro)
- 1999: Muertos de risa
- 1999: Outlaw Kill (Outlaw Justice)
- 2000: Allein unter Nachbarn – La comunidad (La comunidad)
- 2002: Die Versuchung des Padre Amaro (El crimen del padre Amaro)
- 2002: 800 Bullets (800 balas)
- 2005: La leyenda del espantapájaros (Kurzfilm)
- 2006: The Baby’s Room (Películas para no dormir: La habitación del niño, Fernsehfilm)
- 2010: Wolfsbrüder (Entrelobos, Kurzfilm)